# Galizien
Galizien, även Rödrutenien, är en historisk region i centrala Europa och var ett österrikiskt kronland (Galizien och Lodomerien) 1772–1918. Galizien är sedan 1945 delat mellan Ukraina och Polen. Namn som har använts är Karpato-Ukraina, Karpato-Ryssland och ”Ukrainas Piemonte” (den italienska regionen har sitt namn av att den ligger vid foten av bergskedjan Alperna, liksom Galizien ligger intill Karpaterna).

## Geografi
Galizien var ett kronland i kejsardömet Österrike med titeln "konungariket Galizien och Lodomerien jämte storhertigdömet Krakau och hertigdömena Auschwitz och Zator". Det gränsade i norr till Polen, i öster till Ryssland, i söder till Bukovina och Ungern samt i väster till österrikiska och preussiska Schlesien.
Södra delen av Galizien var ett högland, som höjer sig från 300 till 2 000 meter över havet, i det att landet utbredde sig över norra sluttningen av Beskiderna, Tatra och Skogskarpaterna. De största höjderna når i Beskiderna Babiagóra (1 725 meter), i det galiziska Tatra Polska Grat (2 191 meter) och i Skogskarpaterna Czornahora (2 058 meter).
I sin mellersta del var landet fyllt av kullar, men övergick vid Dnjestr och Weichsel till ett jämnt lågland. Norr om förstnämnda flod tränger den volynska platån in i nordvästra Galizien, där den nådde en höjd på 400 meter I östra delen av Galizien bar slätten ofta små kullar och där finns även så kallade jordtrattar, det vill säga trattformiga fördjupningar i marken, som ibland ha en omkrets på 40-110 meter. Norra Galizien hade många vackra vattenfall och var rikt på sjöar och hålor.

## Historia
Galizien var ursprungligen en del av Kievriket, men erövrades av Polen 1018-1031. År 1084 blev det ett självständigt rike under namnet Halytj, år 1199 i union med Volynien, Halytj-Volynien. Under 1200 och 1300-talen var det under vasallskap och erövrades av Polsk-litauiska samväldet på 1340-talet.

### Inom Österrike
Vid Polen-Litauens första och tredje delningar, 1772 och 1795, utgjorde Österrike den tredje parten jämte Ryssland och Preussen. Av de polska områden som Österrike tillmäktade sig bildades Kungariket Galizien och Lodomerien (ukrainska: Halytjyna i Volodymyrija; polska: Galicja i Lodomeria), vilket 1772-1918 utgjorde det nordligaste kronlandet inom det habsburgska riket. Staden Lemberg (ukrainska: Lviv; polska: Lwów) var områdets huvudstad.
År 1863 utbröt uppror i de ryska delarna av Polen. I de österrikiska delarna proklamerades undantagstillstånd 1864-1865. Tillståndet i Galizien och Lodomerien var betydligt lugnare och gynnsammare än i de ryska och preussiska delarna av Polen även framöver. Polackerna verkade vid denna tid, till skillnad från sina gelikar inom Ryssland, för autonomi inom Österrike, ej självständighet. Galizien och Lodomerien tillhörde efter delningen i Österrike och Ungern 1867 den österrikiska rikshälften, och blev 1873 de facto en autonom provins inom Österrike. Polska blev kronlandets officiella språk vid sidan av tyska, medan ukrainskan förde en mer tynande tillvaro.
Från 1880-talet och framåt var emigrationen betydande, först till Tyskland, sedan, i större skala, till Förenta staterna, Brasilien och Kanada.
Under denna tid fram till första världskriget förekom även säsongsarbete i bl.a. Sverige med betskörd i Skåne. En utförlig redogörelse för säsongsarbete på skånska lantgårdar och Ifö kaolinbrytning i Bromölla finns i avsnittet “Arbetskraftinvandring till Skåne under tidigt 1900-tal” i Terra Scaniae.
År 1902 var Galizien och Lodomeriens areal 78 532 km², folkmängden 7 495 606. De etniska grupperna var 1900:
- Polacker 54,8 %
- Ukrainare 42,2 %
- Tyskar 2,9 %
- samt tjecker, slovaker och judar 0,1 %[3]

De största religiösa grupperna vid denna tid var romerska-katoliker 45 procent, ortodoxa 41,5 procent och judar 11 procent.

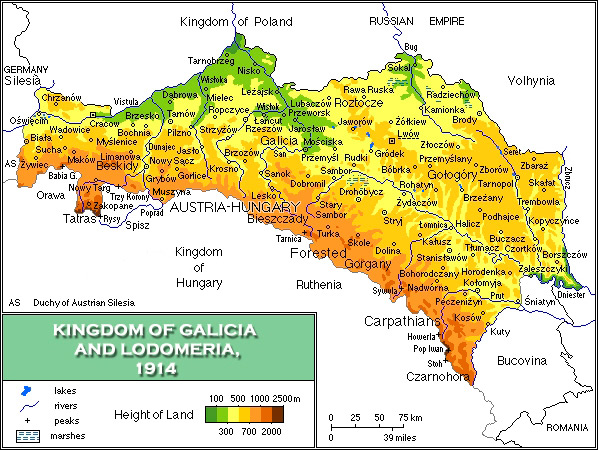
Kungariket Galizien, 1846-1918.

### Första världskriget
Under första världskriget blev Galizien skådeplats för häftiga strider mellan å ena sidan Österrike-Ungern och Tyskland och å andra sidan Ryssland. Under 1914 erövrade Ryssland stora delar av landet men 1915 års tysk-österrikiska offensiv innebar att landet ånyo kontrollerades av österrikarna.

### Mellankrigstiden
År 1918 införlivades västra Galizien i det restaurerade Polen och den östra, ukrainskbefolkade delen, utgjorde kortvarigt den självständiga staten "Västukrainska nationella republiken". Under det polsk-sovjetiska kriget (1919-1921) bildades temporärt Galiziska SSR inom Sovjetunionen. Krigets utfall blev emellertid det att hela det före detta kronlandet Galizien och Lodomerien införlivades i Polen 1921. Detta faktum erkändes, trots ukrainska protester, internationellt 1923. Ukrainarna inom Galizien och Lodeomerien utgjorde nära 15 procent av Polens befolkning under mellankrigstiden. Förhållandet mellan polacker och ukrainare försämrades gradvis under denna tid, mycket beroende på den polska statens politik mot minoritetsgrupperingar.

### Andra världskriget
Molotov-Ribbentroppakten 1939 innebar för Galiziens del att området delades i två hälfter, i stora drag längs den etniska gränsen mellan polacker och ukrainare. Den västra delen blev en del av Generalguvernementet under det nazistiska Tyska riket medan den östra delen införlivades i Ukrainska SSR inom Sovjetunionen. Inom den såväl de tyska som sovjetiska delarna drabbades befolkningen hårt av förföljelser. År 1941 hamnade hela Galizien under tysk ockupation då tyskarna på midsommarafton 1941 angrep Sovjetunionen (Operation Barbarossa). Östra Galizien utgjorde distriktet Galizien inom Generalguvernementet fram till Röda arméns intåg i området 1944/1945.
Under kriget var motsättningarna mellan polacker och ukrainare fortsatt stora. Under åren 1943-1947 bedrev såväl ukrainare, polacker som sovjeter etnisk rensning i området. En av de större aktionerna på polskt territorium gick under namnet Operation Wisła. Sedan 1945 är landet ånyo delat mellan Polen och Sovjetunionen (1945–1991), respektive Ukraina från 1991.

## Styre (som österrikiskt kronland)
Lantdagen bestod av 161 ledamöter, dels självskrivna, dels utsedda efter yrkesklasser. Till Österrikes riksråd sände Galizien 106 ombud. Förvaltningen handhades av ståthållarämbetet i Lemberg. De båda städerna Lemberg och Krakau (Kraków) bildade egna förvaltningsområden, det övriga landet är delat i 78 distrikt (Bezirkshauptmannschaften), vart och ett under en Bezirkshauptmann och med en autonom folkrepresentation.
Rättskipningen utövades av 2 överlandsrätter (i Lemberg och Krakau), 2 landsrätter, 14 krets- och 168 distriktsdomstolar.

## Symboler
Galiziens vapen är i blått fält med röd bjälke delad sköld, svart korp över tre gyllene kronor, två över en. Under senare medeltid och renässans förekommer ibland den nedre delen, de tre kronorna, som ett heraldiskt inslag i vapen med anknytning till samhällsförvaltning i hela Galizien, till exempel på Ulica Kanonicza i Kraków. Sedan Galizien efter Polens delningar hade blivit en del av det österrikiska väldet, ingick vapnet som en del i Österrikes stora riksvapen.

## Städer
- Belz (polska: Bełz)
- Chrzanów
- Kraków (tyska: Krakau)
- Lviv (polska: Lwów; tyska: Lemberg; ryska: Lvov)
- Oświęcim (tyska: Auschwitz)
- Przemyśl (ukrainska: Peremysjl; tyska: Prömsel)
- Ivano-Frankivsk (Stanyslaviv; polska: Stanisławów; tyska: Stanislau)
- Ternopil (polska: Tarnopol; ryska: Ternopol)
- Drohobytj (polska: Drohobycz)
- Sanok (ukrainska: Сянік)